# 331 до н. е.

## Події
- Похід Александра Македонського (на чолі з Зопіріоном) у Скіфію, облога Ольвії;
- 1 жовтня — битва при Гавгамелах: Александр Македонський у вирішальній битві біля Арбели (Месопотамія) розбив війська перського царя Дарія III і фактично підкорив собі усю Персію
- битва при Мегалополі
- під владою македонян місто-держава Саламін

## Померли
- цар Вірменії Єрванд II
- Олександр I (цар Епіру)
- цар Спарти Агіс III